# Boeing KC-767
El Boeing KC-767 es un avión cisterna y de transporte militar, desarrollado por la compañía estadounidense Boeing a partir de la aeronave civil Boeing 767-200ER. 

## Desarrollo
Esta aeronave de reabastecimiento recibió la designación KC-767A en el año 2002, después de haber sido seleccionada por la Fuerza Aérea de los Estados Unidos para reemplazar paulatinamente a los Boeing KC-135E Stratotanker que estaban en servicio. En diciembre de 2003, el contrato quedó en suspenso, siendo posteriormente cancelado debido a reclamaciones de una supuesta trama de corrupción en su adjudicación.
El avión cisterna se desarrolló para la Fuerza Aérea de Autodefensa de Japón y la Aeronautica Militare italiana, que realizaron un pedido por cuatro aeronaves cada una. La financiación del desarrollo de la aeronave ha sido en gran parte por cuenta de Boeing, que esperaba en obtener el pedido del nuevo programa para sustituir a los KC-135E de la Fuerza Aérea estadounidense. La propuesta revisada del KC-767 fue finalmente seleccionada en febrero de 2011 para el programa KC-X bajo el nombre de Boeing KC-46.

## Variantes
KC-767A
Avión de reabastecimiento en vuelo basado en la aeronave civil 767-200ER, diseñado inicialmente para la USAF. El pedido se canceló, pero se desarrollaron 4 aeronaves para la Aeronautica Militare.
KC-767J
Designación para los KC-767A recibidos por la Fuerza Aérea de Autodefensa de Japón, de los que se fabricaron 4.
KC-46A
Desarrollo del KC-767 para la Fuerza Aérea de los Estados Unidos, basándose en la aeronave civil 767-200LRF.

### Conversiones israelíes a cisterna

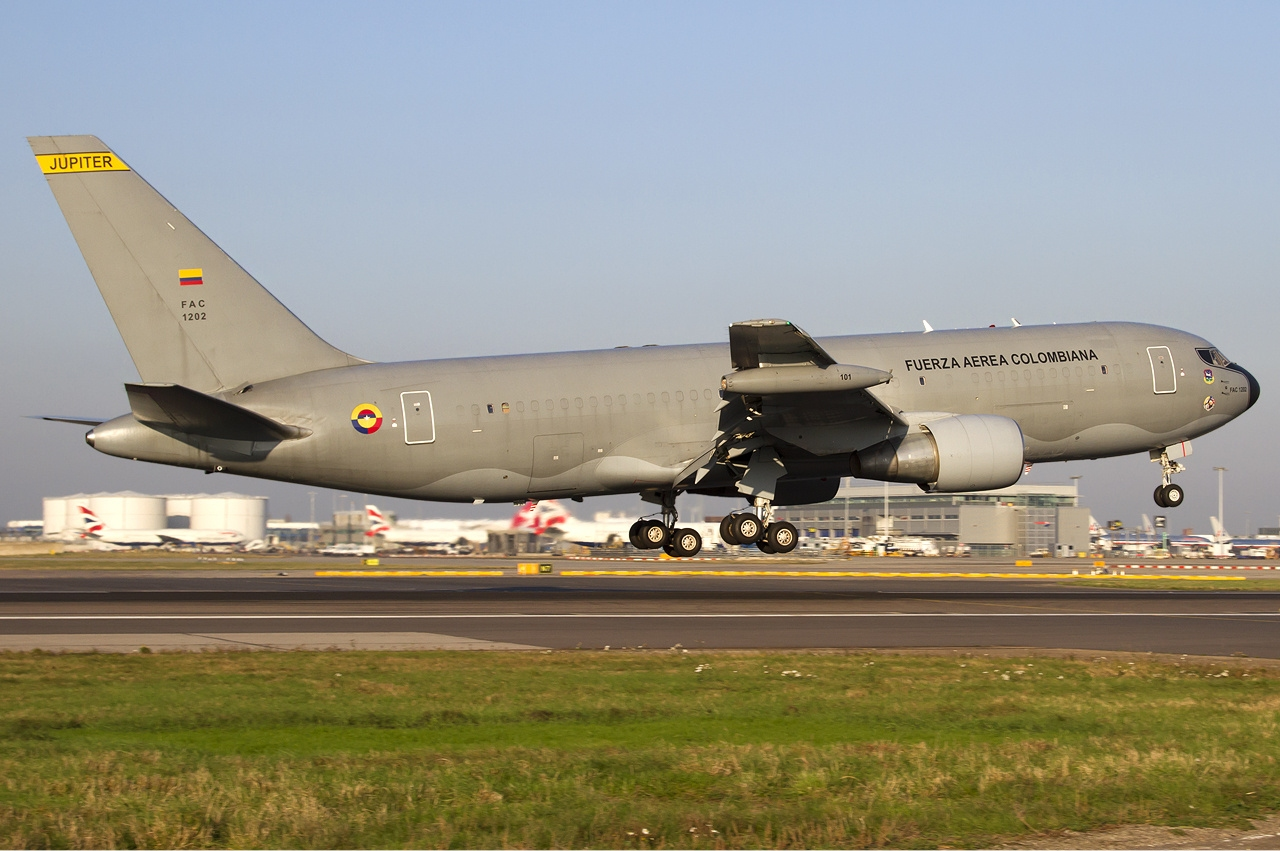
Boeing 767 convertido por IAI y operado por la Fuerza Aérea Colombiana

767 MMTT
El Transporte Cisterna Multi Misión (Multi Mission Tanker Transport) es una conversión del Boeing 767 realizada por la Bedek Aircraft División de Israel Aerospace Industries (IAI). El primer 767 MMTT fue convertido en junio de 2010 con la adición de contenedores de reabastecimiento alares, y una puerta lateral de carga. La variante puede realizar tareas de reabastecimiento en vuelo, carga y transporte. La Fuerza Aérea Colombiana recibió un 767 MMTT en 2010.
KC-X2
Conversiones a cisterna de Boeing 767-300ER ordenadas a IAI por la Fuerza Aérea Brasileña bajo su programa KC-X2; este programa fue cancelado posteriormente.

## Operadores
Colombia

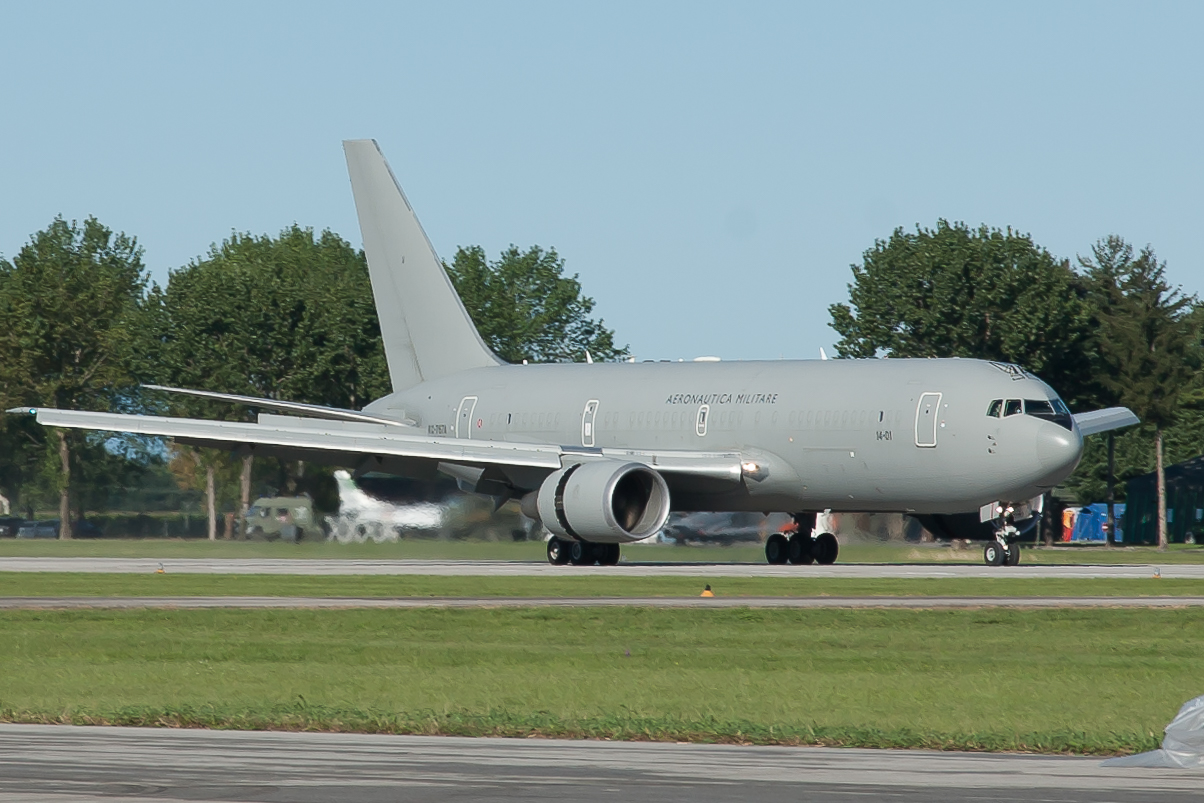
Boeing KC-767 de la Aeronautica Militare en 2015.

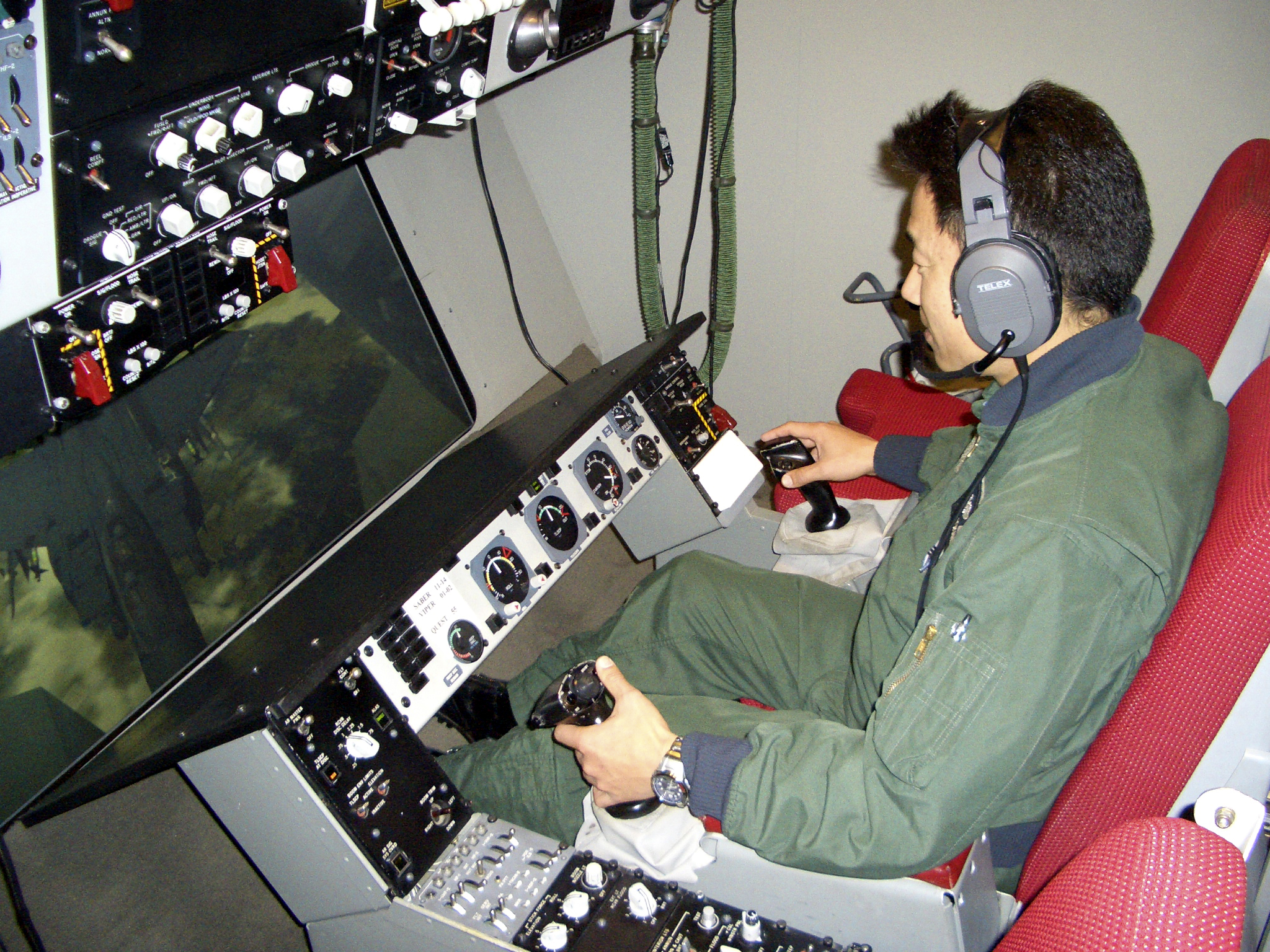
Operario de reabastecimiento en vuelo de la Fuerza Aérea de Autodefensa de Japón realizando una simulación.

- Fuerza Aérea Colombiana: una unidad 767 MMTT en servicio en noviembre de 2010.

 Italia
- Aeronautica Militare: cuatro unidades KC-767A encargadas en junio de 2001, y que ya han sido entregadas.[1]

 Japón
- Fuerza Aérea de Autodefensa de Japón: cuatro unidades KC-767J encargadas en abril de 2003.[1] También operan en esta fuerza aérea cuatro unidades de la variante del Boeing 767 de Alerta temprana y control aerotransportado (AWACS), denominado Boeing E-767.[9]

## Especificaciones (KC-767A)
Referencia datos: KC-767A KC-767 Advanced Boeing 767-200ER specifications

### Características generales
- Tripulación: Tres (2 pilotos y un operario de reabastecimiento)
- Capacidad: Hasta 200 pasajeros o 19 palés 463L
- Longitud: 48,5 m (159,1 ft)
- Envergadura: 47,6 m (156,2 ft)
- Altura: 15,8 m (51,8 ft)
- Peso vacío: 82 377 kg (181 558,9 lb)
- Peso máximo al despegue: 186 880 kg (411 883,5 lb)
- Planta motriz: 2× turbofán General Electric CF6-80C2.
  - Empuje normal: 268 kN (27 328 kgf; 60 249 lbf) de empuje cada uno.

### Rendimiento
- Velocidad nunca excedida (Vne): 880 km/h (547 MPH; 475 kt)
- Velocidad máxima operativa (Vno): 915 km/h (569 MPH; 494 kt) (Mach 0,86)
- Velocidad crucero (Vc): 851 km/h (529 MPH; 460 kt) (Mach 0,80)
- Alcance: 12 200 km (6587 nmi; 7581 mi)
- Techo de vuelo: 12 200 m (40 026 ft)

## Aeronaves relacionadas

### Desarrollos relacionados
- Boeing 767
- Boeing E-767
- Northrop Grumman E-10 MC2A
- Boeing KC-46

### Aeronaves similares
- Boeing KC-135 Stratotanker
- McDonnell Douglas KC-10 Extender
- EADS/Northrop Grumman KC-45
- Ilyushin Il-78
- Airbus A310 MRTT
- Airbus A330 MRTT